# Akamasia cyprogenia
Genre
Espèce
Synonymes
- Zoropsis cyprogenia Bosselaers, 1997

Akamasia cyprogenia, unique représentant du genre Akamasia, est une espèce d'araignées aranéomorphes de la famille des Zoropsidae.

## Distribution
Cette espèce est endémique de Chypre. 

## Description
La femelle holotype mesure 8,0 mm.

## Publications originales
- Bosselaers, 1997 : Zoropsis cyprogenia sp. n., a new, probably endemic spider species from Cyprus (Araneae, Zoropsidae). Phegea, vol. 25, no 4, p. 162-168 (texte intégral).
- Bosselaers, 2002 : A cladistic analysis of Zoropsidae (Araneae), with the description of a new genus. Belgian journal of zoology, vol. 132, no 2, p. 141-154.